# Hans von Bülow
Hans Guido Freiherr von Bülow, nemški pianist, skladatelj in dirigent, * 8. januar 1830, Dresden, † 12. februar 1894, Kairo.
Hans von Bülow je bil eden najslavnejših dirigentov 19. stoletja in je za dirigentskim pultom krstil številna slavna simfonična in operna dela. Med najbolj pomembnimi sta Wagnerjevi operi Tristan in Izolda (München, 10. junij 1865) ter Mojstri pevci Nürnberški (Hofoper, München, 21. junij, 1868). Von Bülow je slovel tudi kot izjemen klavirski virtuoz. 27. januarja 1857 je v Berlinu krstno izvedel Lisztovo Klavirsko sonato v H molu, v Bostonu pa je 25. oktobra 1875 krstno izvedel Prvi klavirski koncert P. I. Čajkovskega. Leta 1851 je postal Lisztov učenec, šest let pozneje pa se je poročil z njegovo hčerko Cosimo. Imela sta dve hčeri, Danielo, rojeno leta 1860 in Blandino, rojeno leta 1863.